# Guillem Nicolau
Guillem Nicolau fue un humanista y traductor aragonés que vivió en el siglo XIV.

## Biografía
Fue capellán en la corte del rey Pedro IV el Ceremonioso y de Juan I de Aragón, y ayudante de escribanía en la cancillería. Posteriormente se estableció en Maella, en donde sería rector en 1387.
Tradujo obras del latín al catalán y viceversa. 
Se destacan las Heroidas de Ovidio, en cuya traducción incluye glosas a modo de introducción.